# Шпады, Альвина Андреевна
Альвина Андреевна Шпады (Шпаде; 31 января 1935 — 23 июня 2019) — узбекистанская художница и реставратор. Заслуженный работник культуры Республики Каракалпакстан.

## Биография
Родилась в Мервском районе Туркменской ССР в немецкой семье, высланной из Поволжья в 30-е годы.
Окончила Туркменское государственное художественное училище имени Шота Руставели в Ашхабаде (1960), преподавала рисование и черчение в средней школе в Байрамали.
В 1960 году перебралась в Нукус, работала в Художественном фонде Каракалпакской АССР и в секторе искусствознания Каракалпакского филиала Академии наук Узбекистана. Под влиянием Игоря Савицкого заинтересовалась среднеазиатским народным прикладным искусством и в 1962 году поступила в Ташкентский театрально-художественный институт по специальности «художник по тканям», откуда была переведена в Московский текстильный институт, который и окончила в 1969 году. После этого всю жизнь жила и работала в Нукусе.
На протяжении нескольких десятилетий была ведущим реставратором Каракалпакского государственного музея искусств. Одновременно работала как театральный художник в Каракалпакском государственном музыкальном театре имени Станиславского, в 1980 году работала как художник по костюмам на съёмках первого каракалпакского художественного фильма «Непокорная» (режиссёр Анатолий Кабулов).
Одновременно работала как живописец, развивая традиции русских мастеров среднеазиатской живописи — Александра Волкова, Николая Карахана. В 2015 году в Каракалпакском государственном музее искусств прошла юбилейная выставка «Мир Альвины Шпады» к 80-летию художницы, в 2018 году состоялась персональная выставка «Каракалпакстан — любовь моя навеки», на которой наряду с живописью Шпады были представлены ковры-сюзане по её эскизам на основе каракалпакского народного орнамента.